# Portla Fürkele

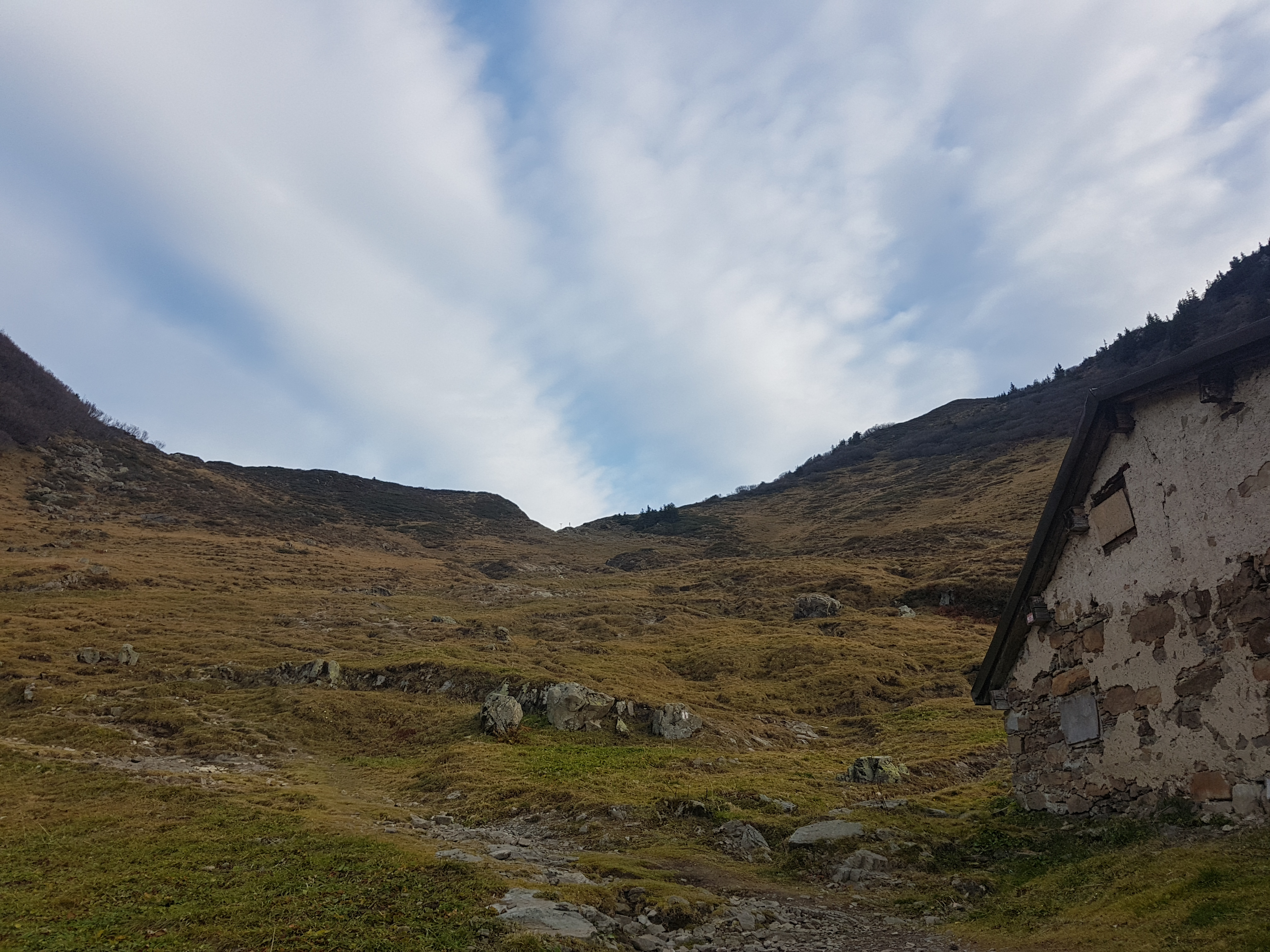
Portla Fürkele von Süden

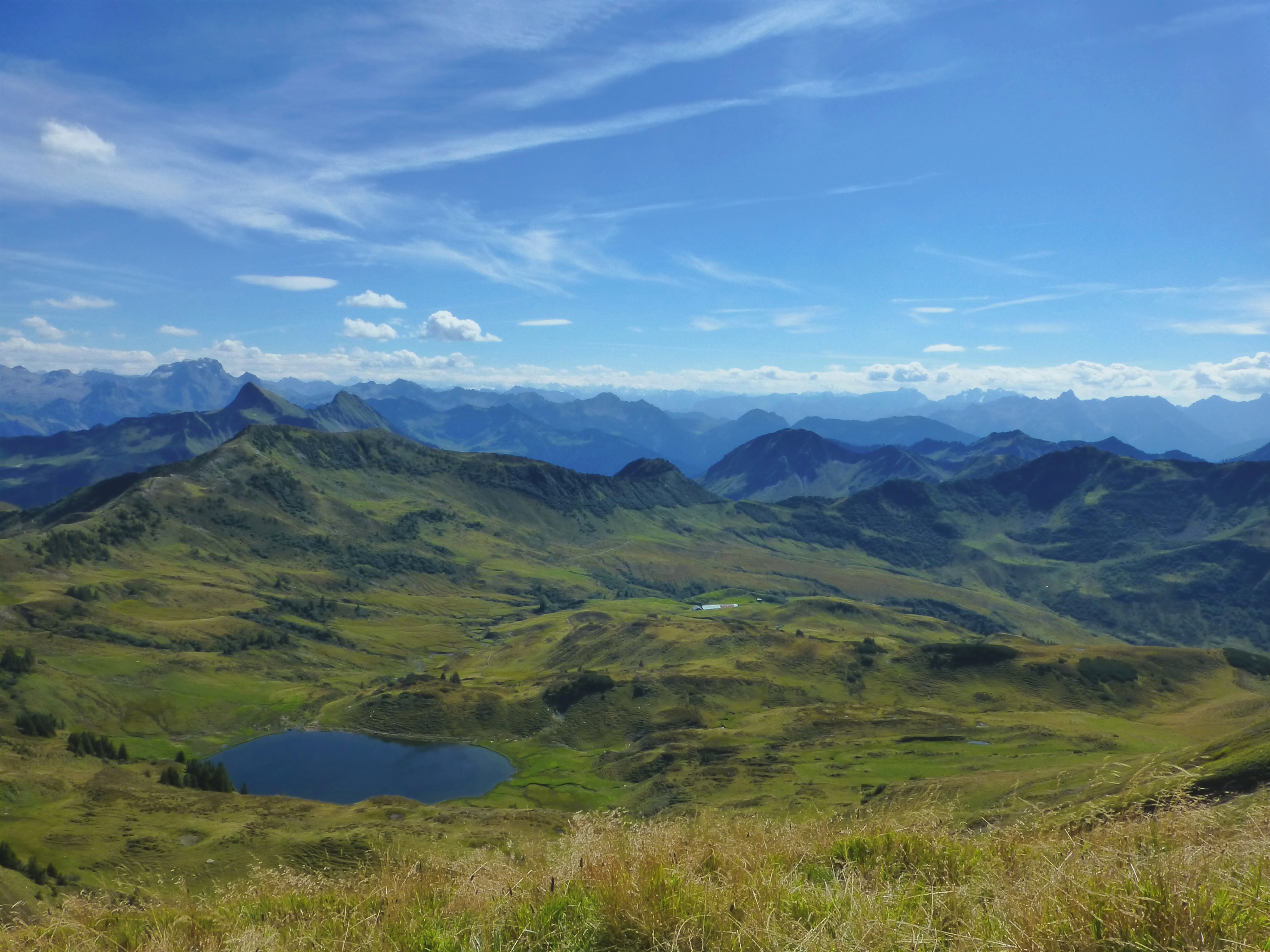
Blick von der Sünser Spitze zum Portla Fürkele

Das Portla Fürkele ist ein 1810 m hoher Bergsattel und Gebirgspass im Bregenzerwaldgebirge im österreichischen Bundesland Vorarlberg.

## Lage

### Politische Lage
Politisch liegt das Portla Fürkele in der Gemeinde Damüls, Bezirk Bregenz. Die nächstgelegene Ortschaft ist Oberdamüls, 2,8 km östlich (Luftlinie), das Zentrum von Damüls ist 3,85 km östlich.

### Gebirge
Der Sattel liegt im Bregenzerwaldgebirge und verbindet die Freschengruppe im Westen und die Damülser Berge im Osten. Im Westen liegt der Hochrohkopf, im Osten das Portlahorn und der Portlakopf.

### Täler
Das Portla Fürkele liegt im Bregenzerwald. Im Norden liegt das hinterste Mellental, im Süden das hinterste Damülser Tal. Nördlich liegt die Sünser Alpe im Talschluss des Mellentals. Direkt 250 Meter südlich liegt die Portla Alpe.

### Gewässer
Nur 140 Meter nördlich des Sattels liegt die Quelle des Mellenbachs, der 13,4 km durch das unbewohnte Mellental fließt und bei Mellau in die Bregenzer Ach mündet. Die Südseite wird von einem namenlosen kleiner Bach entwässert, der direkt an der Alpe Portla vorbeifließt und die Laternserstraße L51 zwischen Damüls und der Furkajoch unterquert. Er mündet in den Portlabach, der über Ladritschbach, Lutz und Ill in den Alpenrhein entwässert. Vom Einzugsgebiet her müsste man diese Seite zum Großen Walsertal rechnen, aber geomorphologisch und verkehrstechnisch ist es das hinterste Damülser Tal.

## Natur
Das Portla Fürkele liegt im Naturschutzgebiet Hohe Kugel - Hoher Freschen - Mellental.
Die gesamte Nordseite bildet das Biotop Feuchtbiotope nördlich der Alpe Portla - Stechweid / Ried / Seeliwanna.
Hier gibt es viele kleine Quellen, Gerinnen und Flachmoore.
Die Flachmoore, die alpine Lage und die extensive Alpwirtschaft ermöglichen eine wertvolle Alpenflora, unter anderem kommen vor:
- Schnabelsegge (Carex rostrata)
- Wasserstern (Callitriche palustris)
- Alpenrosen (Vaccinio-Rhododendretum ferruginei)

Gefährdete Arten:
- Geflecktes Fingerknabenkraut (Dactylorhiza maculata)
- Frühlings-Enzian (Gentiana verna)
- Fieberklee (Menyanthes trifoliata)
- Blutauge (Potentilla palustris)
- Mehl-Primel (Primula farinosa)
- Schmalblatt-Igelkolben (Sparganium angustifolium)[1]

## Wandern
Das Portla Fürkele ist nicht über eine Straße oder einen Güterweg erreichbar. Es ist aber ein Knotenpunkt im Netz der Wanderwege in 5 Richtungen: 
nach Norden: Sünser Alpe, Sünser See, Sünser Spitze
nach Nordosten: Sünser Joch, Blauer See
nach Osten: Portlahorn, Portlakopf
nach Süden: Portlaalpe, Damüls, Furkajoch
nach Westen: Gäviser Höhe, Freschenhaus, Hoher Freschen